# Lac Jim
Lac Jim är en sjö i Kanada.   Den ligger i regionen Outaouais och provinsen Québec, i den sydöstra delen av landet, 110 km nordväst om huvudstaden Ottawa. Lac Jim ligger 207 meter över havet. Arean är 5,4 kvadratkilometer. Den sträcker sig 5,4 kilometer i nord-sydlig riktning, och 3,3 kilometer i öst-västlig riktning.
I omgivningarna runt Lac Jim växer i huvudsak blandskog. Runt Lac Jim är det mycket glesbefolkat, med 3 invånare per kvadratkilometer.